# Politica della Romania
La Costituzione della Romania, del 1991 e riformata nel 2003, proclama la Romania una repubblica democratica e sociale, che deriva la sua sovranità dal popolo. Afferma inoltre che "la dignità umana, i diritti civili e libertà, lo sviluppo non ostacolato della personalità umana, la giustizia e il pluralismo politico sono valori supremi e garantiti".

## Principali istituzioni politiche
La costituzione prevede un Presidente, un Parlamento, una Corte Costituzionale e un sistema separato di tribunali inferiori tra i quali la Corte Suprema.

### Potere legislativo
Il potere legislativo nazionale è attribuito a un Parlamento (Parlament) bicamerale, che consiste nella Camera dei deputati di 331 membri (Camera Deputaţilor) e nel Senato (Senat) di 136 membri. Essi sono eletti ogni quattro anni per suffragio universale con un sistema proporzionale per liste di partito rumeno.

### Il Presidente, il primo ministro e il governo
Il presidente è eletto con voto popolare per un massimo di due mandati di 5 anni (4 anni fino al 2004). Egli è il Capo di Stato (incaricato di salvaguardare la costituzione, gli affari esteri e il funzionamento corretto delle autorità pubbliche), comandante supremo delle forze armate e presidente della Corte suprema di difesa. Secondo la costituzione egli funge da mediatore tra i poteri centrali dello Stato, così come tra lo Stato e la società. Il presidente nomina il primo ministro, che a sua volta sceglie il governo. Quest'ultimo deve essere confermato dal Parlamento con un voto di fiducia.

### Potere giudiziario
Il sistema giudiziario Rumeno si basa sul Codice napoleonico. Il potere giudiziario è indipendente, e i giudici nominati dal presidente non sono rimovibili. Il Presidente e gli altri membri della Corte Suprema sono nominati per un periodo di 6 anni, e possono essere nominati per più mandati consecutivi. I procedimenti sono pubblici, eccetto circostanze particolari indicate dalla legge.
La Corte Costituzionale giudica la costituzionalità delle leggi che le vengono sottoposte in giudizio, e decide sugli appelli provenienti dagli organi giudicanti riguardanti la costituzionalità di leggi e decreti. La Corte è composta da 9 giudici, nominati per un periodo di nove anni. Tre giudici sono nominati dalla Camera dei deputati, tre dal Senato, e tre dal Presidente della Repubblica.
Il Ministero della Giustizia rappresenta "l'interesse generale della società" e difende l'applicazione della legge insieme con i diritti e alle libertà dei cittadini. Il ministero esercita i propri poteri attraverso organi giudicanti pubblici, indipendenti e imparziali.

### Suddivisione amministrativa
Per ragioni territoriali e amministrative, la Romania è divisa in 41 contee, più la città di Bucarest. Ogni contea è governata da un consiglio cittadino eletto. I consigli locali e i sindaci eletti sono le autorità di pubblica amministrazione nei villaggi e piccole città. Il consiglio di contea è la locale autorità di pubblica amministrazione che coordina le attività di tutti i consigli di villaggi e piccole città in una contea.
Il governo centrale nomina un prefetto per ogni contea e per la municipalità di Bucarest. Il prefetto è il rappresentante del governo a livello locale e dirige qualsiasi servizio pubblico dei ministri e altre agenzie centrali a livello di contea. Un prefetto può bloccare l'azione di un'autorità locale se la giudica illecita o anticostituzionale. La questione è poi decisa da una corte amministrativa.
Con la nuova legislazione in vigore dal gennaio 1999, i consigli locali hanno il controllo sulla spesa delle somme assegnate loro dalla amministrazione centrale, così come l'autorità di istituire imposte locali addizionali. I prefetti designati dal governo centrale, che avevano in precedenza una autorità significativa sui bilanci, si limitano ora a una revisione delle spese per controllare la loro costituzionalità.

## Sviluppi
Dal 1989 la Romania ha fatto sorprendenti progressi nella istituzionalizzazione dei principi liberali, nelle libertà civili e nel rispetto dei diritti umani. Comunque, un gran numero degli attuali politici rumeni (membri di tutti i partiti di ogni tendenza) sono ex membri del Partito Comunista Romeno.
Poiché essere membri del partito era un'esigenza per avanzare a posizioni di alto livello prima del 1989, tuttavia, si cominciò a farne parte più per un desiderio di fare carriera che per una qualsiasi convinzione politica. Ciò nonostante, il passato comunista della maggioranza dei contemporanei politici rumeni è fonte di controversie infinite.

### 1990-1992
Più di 200 nuovi partiti politici sorsero dopo il 1989, gravitando attorno a personalità piuttosto che attorno a programmi. Tutti i maggiori partiti sposarono le riforme liberali e del mercato, a vari livelli. Di gran lunga il partito più grande, il Fronte di Salvezza Nazionale (FSN) allora al governo propose riforme economiche lente e caute e un sistema di sicurezza sociale. Al contrario, i maggiori partiti di opposizione, il Partito Nazionale Liberale (PNL) e il Partito Nazionale Contadino Cristiano Democratico (PNTCD) erano a favore di riforme veloci, impetuose, privatizzazione immediata, e la riduzione del ruolo dei membri dell'ex partito comunista. Il Partito Comunista Rumeno cessò di esistere.
Nelle elezioni generali del 1990, il FSN e il suo candidato alla presidenza, Ion Iliescu, vinse con una larga maggioranza di voti (66,31% e 85,07%, rispettivamente). I partiti più forti all'opposizione erano l'Unione Democratica Magiara di Romania (UDMR), con il 7,23%, e il PNL, con il 6,41%.
Dopo l'improvviso licenziamento del Primo Ministro del FSN Petre Roman (in seguito a un'irruzione a Bucarest, alla fine del 1991, di minatori di carbone arrabbiati e insoddisfatti), solo pochi mesi prima delle elezioni generali del 1992, il FSN si divise in due. I seguaci del presidente Iliescu formarono un nuovo partito, il Fronte Democratico di Salvezza Nazionale (FDSN), mentre i seguaci di Roman mantennero il nome originario del partito, FSN.

### 1992-1996
Le elezioni locali e nazionale del 1992 rivelarono una spaccatura politica tra i maggiori centri urbani e la campagna. Gli elettori rurali, che erano riconoscenti per la restituzione della maggior parte della terra agricola ai coltivatori ma timorosi dei cambiamenti, appoggiarono fortemente il presidente Ion Iliescu e il FDSN, mentre l'elettorato urbano appoggiò la Convenzione Democratica Romena (CDR), una coalizione composta da molti partiti - dei quali il PNTCD e il PNL erano i più forti - e organizzazioni di cittadini, e riforme più rapide. Iliescu vinse facilmente la rielezione in una competizione con altri cinque candidati. Il FDSN ottenne una maggioranza relativa in entrambe le camere del Parlamento. Con il CDR, il secondo gruppo parlamentare per grandezza, riluttante a prendere parte alla coalizione di unità nazionale, il FDSN (ora PDSR) formò un governo con primo ministro Nicolae Văcăroiu, un economista, con l'appoggio parlamentare dei nazionalisti del Partito Rumeno dell'Unità Nazionale (PUNR) e del Partito Romania Più Grande (PRM), così come del Partito Socialista dei Lavoratori (PSM). Nel gennaio 1994 la stabilità della coalizione al governo divenne problematica, quando il PUNR minacciò di revocare il suo sostegno se non gli fossero stati concessi ministri. Dopo intense negoziazioni, in agosto, due membri PUNR ricevettero gli incarichi nel governo Văcaroiu. A settembre, anche il ministro della giustizia in carica entrò a far parte del PUNR. Il PRM e il PSM lasciarono la coalizione rispettivamente nell'ottobre e nel dicembre del 1995.

### 1996-2000
Le elezioni locali del 1996 mostrarono un importante cambiamento nell'orientamento politico dell'elettorato rumeno. I partiti di opposizione diventarono popolari a Bucarest e nella maggior parte delle grandi città in Transilvania e in Dobrugia. Questa tendenza continuò nelle elezioni nazionali dello stesso anno, in cui l'opposizione dominò le città e guadagnò grandemente nelle aree rurali precedentemente dominate da Iliescu e dal PDSR, che persero molti elettori nelle loro roccaforti elettorali, tranne che in Transilvania. La campagna elettorale dell'opposizione si incentrò sui due temi della necessità di reprimere la corruzione e di rilanciare le riforme economiche. Questo messaggio fu bene accolto dagli elettori, portando a una vittoria per la coalizione CDR e all'elezione di Emil Constantinescu come presidente. Per assicurare la sua maggioranza elettorale, il CDR invitò al governo anche il Partito Democratico (nuovo nome del FSN) di Petre Roman e l'UDMR (appoggiata dalla minoranza ungherese). Durante i seguenti 4 anni la Romania ebbe tre primi ministri. Comunque, nonostante questi cambi di leadership e costanti contrasti interni, i partiti al governo riuscirono a mantenere la loro coalizione.

### 2000-2004
Le elezioni parlamentari del 26 novembre 2000 videro la vittoria del Partito Socialdemocratico (PSD: 36,6% e 155 seggi), seguito dal Partito Grande Romania (PRM: 19,4% e 84 seggi), mentre i sostenitori del governo uscente, la Convenzione Democratica Romena, persero tutti i seggi e si dissolsero poco dopo, lasciando il campo in Parlamento al Partito Democratico (PD) e al Partito Nazionale Liberale (PNL), oltre che all'Unione Democratica Magiara di Romania (UDMR). Il governo fu guidato da Adrian Năstase (PSD). Le elezioni presidenziali del 2000, tenute in contemporanea, furono nuovamente vinte da Ion Iliescu (PSD).

### 2004-2008
Il 29 novembre 2004 le elezioni del parlamento videro l'Unione nazionale (PSD-PUR: 36,8% e 132 seggi) prevalere sull'Alleanza Giustizia e Verità (PD-PNL: 31,5% e 112 seggi); terzo fu il Partito Grande Romania (PRM: 13,0% e 48 seggi), seguito dalla minoranza ungherese (UDMR: 6,2% e 22 seggi). Le altre minoranze nazionali ottennero i 18 seggi previsti dalla costituzione. Nel dicembre 2004, dopo una campagna elettorale serrata e vinta di stretta misura, Traian Băsescu, membro del Partito Democratico (PD), alleato del Partito Nazionale Liberale (PNL), sconfisse al secondo turno Adrian Năstase del Partito Socialdemocratico (PSD) e fu eletto Presidente. Il governo venne sostenuto da una coalizione tra PD, PNL, UDMR e PUR (ora PC) guidata da Călin Popescu Tăriceanu (PNL). Il 19 aprile 2007 il Parlamento rumeno ha sospeso il Presidente dall'incarico, e dopo che la Corte Costituzionale ha riconosciuto la decisione parlamentare il 20 aprile 2007, Nicolae Văcăroiu ha assunto la carica di Presidente ad interim fino al 23 maggio, quando il referendum ha confermato Băsescu nella carica.

### 2008 a oggi
Il 30 novembre 2008 le elezioni del Parlamento sono state vinte dal Partito Democratico Liberale (PDL, aderente al PPE), nato un anno prima a sostegno del presidente Traian Băsescu, con il 32,4% e 115 seggi, che ha raggiunto il Partito Socialdemocratico (PSD, aderente al PSE), guidato da Mircea Geoană, con il 33,1% e 114 seggi (grazie alla conferma dell'alleanza con il piccolo Partito Conservatore - PC). Hanno confermato la propria forza il Partito Nazionale Liberale (PNL, aderente all'ALDE), guidato dal primo ministro Călin Popescu Tăriceanu, con il 18,6% e 65 seggi, e la Unione Democratica Magiara di Romania (UDMR, aderente al PPE), guidata da Béla Markó, con il 6,2% e 22 seggi. I 18 seggi restanti sono andati secondo la costituzione ai rappresentanti di altrettante minoranze etniche (fra cui Mircea Grosaru dell'Associazione degli Italiani in Romania). Esclusi dal parlamento l'ultra-nazionalista Partito Grande Romania (PRM) guidato da Corneliu Vadim Tudor, con il 3,2% (il grande sconfitto) e l'ultra-conservatore Partito Nuova Generazione - Cristiano Democratico (PNG-CD), guidato da George Becali, con il 2,3%. Il governo approvato il 22 dicembre 2008 è guidato da Emil Boc, dopo la rinuncia da parte di Theodor Stolojan, è costituito da una "grande coalizione" visto che raccoglie il 60% della volontà degli elettori, formata dal PDL e PSD. Le elezioni del Parlamento europeo sono fissate per il 7 giugno 2009, le elezioni presidenziali per il dicembre 2009.

### Partecipazione a organizzazioni internazionali
ACCT, BIS, BSEC, CCC, CE, Commissione Elettrotecnica Internazionale, Comitato Zangger, EAPC, EBRD, ECE, FAO, Fondo Monetario Internazionale, G-9, G-77, IAEA, IBRD, ICAO, ICC, ICFTU, ICRM, IFAD, IFC, IFRCS, ILO, IMO, Inmarsat, Intelsat, Interpol, IOC, IOM, ISO, ITU, LAIA (osservatore), MONUC, NAM (ospite), NSG, OAS (osservatore), OPCW, OSCE, PCA, PfP, ONU, UE, UNCTAD, UNESCO, UNIDO, UNIKOM, UNMIBH, UNMIK, UPU, WCL, WEU (partner associato), WFTU, Organizzazione Mondiale della Sanità, WIPO, WMO, WToO, WTrO

## Elezioni in Romania
La Romania elegge a livello nazionale un Capo di Stato - il Presidente - e una legislatura. Il Presidente viene eletto dal popolo per un mandato di cinque anni; il Parlamento rumeno (Parlamentul României) ha due camere: la Camera dei Deputati (Camera Deputaţilor), che conta 331 membri eletti ogni quattro anni con sistema basato su collegi elettorali: il seggio relativo a ogni collegio è ottenuto dal candidato che ottiene almeno il 50% dei voti validi; il Senato (Senatul) ha invece 136 membri eletti ogni quattro anni sempre con lo stesso metodo. La Romania presenta un sistema multipartitico, con numerosi partiti politici, nel quale nessuno di essi spesso ha l'opportunità di giungere al potere da solo: i partiti devono pertanto giungere ad accordi interni e formare governi di coalizione.
Nel 2007, per la prima volta, i rumeni hanno eletto i loro rappresentanti al Parlamento europeo. La data inizialmente prevista per questa elezione era il 13 maggio, ma la data è stata spostata al 25 novembre per questioni politiche interne.

## Sistema elettorale
La Camera dei Deputati e il Senato sono eletti a suffragio universale, uguale, diretto e segreto, sulla base di un sistema di liste e di candidature indipendenti. Fino al 2008, il sistema in vigore era modulato secondo il principio della rappresentanza proporzionale, mentre dalle ultime elezioni è in vigore un sistema con collegi elettorali di grandezza inferiore a quella delle contee. La scelta di un sistema di elezione identico per le due camere che compongono il Parlamento conferisce loro la stessa legittimazione, perché entrambe sono l'espressione dello stesso corpo elettorale.
Le due camere hanno diverso numero di membri: la Camera dei Deputati è composta da 331 deputati, mentre il Senato da 136 senatori. Per l'elezione dei deputati, il rapporto di rappresentanza è circa un deputato ogni 70.000 abitanti, mentre nel Senato il rapporto è di un senatore ogni 160.000 abitanti.
Il numero di deputati e senatori da eleggere in ogni legislatura è determinato sulla base del rapporto di rappresentanza, ponendo in relazione il numero di residenti con questo rapporto. Il numero di abitanti preso in considerazione è quello riferito al 1º luglio dell'anno precedente la consultazione elettorale, pubblicato nelle statistiche ufficiali. Se nei cinque mesi prima delle elezioni si svolge un censimento, il numero ufficiale diventa quello scaturito dal censimento.
La Costituzione della Romania e la legge elettorale garantiscono le organizzazioni legalmente costituite formate da cittadini delle minoranze nazionali nel caso ottengano almeno un deputato o un senatore e nel caso ottengano almeno il 5% della media nazionale dei voti validamente espressi in tutto lo Stato per l'elezione di un deputato.
I mandati assegnati nelle condizioni della legge elettorale alle organizzazioni delle minoranze nazionali si aggiungono ai mandati dei deputati che non fanno parte delle minoranze, pertanto il numero di deputati e senatori può superare quello di 331 e 136 rispettivamente.

### Modifica del 2008
Per lo svolgimento delle elezioni parlamentari del 2008, il Presidente Traian Băsescu intendeva introdurre un nuovo sistema a due turni, ma un referendum del 2007 bocciò la proposta per affluenza insufficiente. Come compromesso, fu tuttavia introdotto un nuovo sistema elettorale, applicato per la prima volta alle elezioni del 2008: il nuovo sistema cambiò dal vecchio proporzionale a liste di partito verso un proporzionale con membri misti, il primo a suddividere la nazione in entità di livello inferiore alle contee, i collegi elettorali. I partiti ottengono ogni collegio elettorale in cui hanno ottenuto almeno il 50% dei voti. Inoltre, i seggi sono allocati secondo il metodo D'Hondt (se è necessario, viene innalzato il numero di seggi della Camera dei Deputati). Viene applicata una soglia del 5% per ogni Camera, oppure la condizione di ottenere almeno sei collegi per la Camera dei Deputati e tre collegi per il Senato, con più del 50% dei voti in ognuno di essi. Sono stati previsti aggiustamenti per la Camera per quanto riguarda i candidati delle minoranze nazionali.

## Circoscrizione estero
A partire dalle elezioni parlamentari del 2008 sono per la prima volta rappresentati i rumeni residenti all'estero da un totale di 4 membri che eletti per la Camera e di 2 membri per il Senato in quelli che sono rispettivamente le divisioni dei collegi uninominale all'interno di quella che viene chiamata circoscrizione elettorale Diaspora.
Sono state sollevate molte critiche al fatto che siano non sufficienti questo numero di parlamentari in quanto è numerosa la popolazione rumena residente all'estero e che con le sue rimesse aiuta notevolmente l'economia della Romania.
I cittadini aventi diritto si sono potuti recare per votare nelle 221 sezioni elettorali organizzate presenti nelle ambasciate dei paesi dove risiedono o nei consolati o in altri luoghi ufficialmente riconosciuti dalle autorità rumene.